# Gare Zero Point
 (janvier 2020).
Si vous disposez d'ouvrages ou d'articles de référence ou si vous connaissez des sites web de qualité traitant du thème abordé ici, merci de compléter l'article en donnant les références utiles à sa vérifiabilité et en les liant à la section « Notes et références ».
Pour les articles homonymes, voir Point zéro.
Zero Point (ourdou : زیرو پوائنٹ ریلوے اسٹیشن, sindhi : ذڪر صفر اسٹیشن) est le terminus oriental de la ligne de chemin de fer Hyderabad-Khokhrapar (Hyderabad–Khokhrapar Branch Line (en)).
La station est située à 8 km à l'est de Khokhrapar (province fédérée de Sind, au Pakistan) et se trouve sur la frontière entre le Pakistan et l'Inde. La station a été construite en février 2006 lorsque la ligne de chemin de fer Mirpur Khas-Munabao (en) à écartement de 1 000 mm (voie métrique) a été convertie en écartement de 1,676 mm (voie indienne).
La station est utilisée pour les formalités d'immigration et de douane pour les passagers qui voyagent sur le Thar Express entre le Pakistan et l'Inde.